# Luis Binks
Luis Thomas Binks (Gillingham, 2 de septiembre de 2001) es un futbolista británico que juega como defensa en el Brøndby IF de la Superliga de Dinamarca.

## Trayectoria
Binks se unió a la academia Tottenham Hotspur a la edad de seis años en 2007.

### Montreal Impact
El 18 de febrero de 2020 dejó el Tottenham Hotspur y firmó un contrato profesional con el Montreal Impact de la MLS. Hizo su debut el 26 de febrero en los octavos de final contra el Deportivo Saprissa en la Liga de Campeones de CONCACAF. Debutó en la MLS tres días después jugando todo el partido en la victoria por 2-1 contra el New England Revolution.

### Bologna
El 13 de agosto de 2020 fue transferido al Bologna de la Serie A, y permaneció cedido en el Impact hasta final de la temporada. Hizo su debut el 26 de septiembre de 2021 en la derrota ante el Empoli.
El 18 de julio de 2022 fue cedido al Como por una temporada. La siguiente volvió a ser prestado, esta vez al Coventry City F. C. En este equipo se quedó al expirar la cesión después de llegarse a un acuerdo para su traspaso. Continuó una segunda campaña y en julio de 2025 fue transferido al Brøndby IF.

## Selección nacional
Binks es elegible para Inglaterra por nacimiento y Escocia por su abuelo. Representó a Escocia en la sub-16 en el Victory Shield entre 2016 y 2017.

## Clubes
Actualizado al último partido disputado el 26 de abril de 2025.
| Club                         | País       | Año       | PJ | Goles |
| ---------------------------- | ---------- | --------- | -- | ----- |
| Montreal Impact              | Canadá     | 2020-2021 | 26 | 0     |
| Bologna F. C.                | Italia     | 2021-2022 | 15 | 0     |
| Como 1907 (cedido)           | Italia     | 2022-2023 | 34 | 0     |
| Coventry City F. C. (cedido) | Inglaterra | 2023-2024 | 23 | 0     |
| Coventry City F. C.          | Inglaterra | 2024-2025 | 25 | 0     |
| Brøndby IF                   | Dinamarca  | 2025-     |    |       |